# Bis zum Ende aller Tage
Bis zum Ende aller Tage ist ein deutsches Liebesdrama aus dem Jahr 1961, das von Franz Peter Wirth gedreht wurde. Der Film basiert auf dem Roman Brackwasser von Heinrich Hauser. Der deutsche Kinostart war am 29. August 1961. Die Erstaufführung im Fernsehen war am 10. Oktober 1970 im ZDF.
Der Film gilt als eine der ersten Auseinandersetzungen mit dem Thema Ausländeranfeindungen in einem deutschen Spielfilm.

## Handlung
Der Film beschreibt die Reaktionen der Einwohner eines kleinen Ortes auf einer Hallig auf das Auftauchen der chinesischen Nachtclubtänzerin Anna als Geliebte des Seemanns Glen. Anna muss aufgrund ständiger Anfeindungen und bewusst gestreuter Gerüchte den Ort am Ende verlassen.

## Produktion
Bis zum Ende aller Tage entstand zwischen dem 2. März und dem 10. Mai 1961 an verschiedenen Drehorten: In Hongkong, Hamburg und auf der Insel Pellworm. Der Film erlebte am 29. August 1961 seine Uraufführung. Die Fernseherstausstrahlung fand am 10. Oktober 1970 im ZDF statt.
Produzent und Hollywood-Heimkehrer Seymour Nebenzahl zeichnete auch für die Herstellungsleitung verantwortlich. Bis zum Ende aller Tage war sein einziger deutscher Nachkriegsfilm und zugleich sein letzter Film überhaupt. Nebenzahl starb dreieinhalb Wochen nach der Premiere.
Die Produktionsleitung hatte Fritz Hoppe, die Bauten stammen aus der Hand von Hans Berthel und Johannes Ott. Rolf Kästel war einfacher Kameramann unter der Leitung von Chefkameramann Klaus von Rautenfeld. Claus von Boro, sonst zumeist als Filmeditor tätig, arbeitete bei dieser Produktion als Regieassistent.
Der Film war in Teilen deutlich inspiriert von dem im Vorjahr entstandenen britischen Film Die Welt der Suzie Wong, einem großen Publikumserfolg.

## Rezeption
„Mit einem Seitenblick auf den Publikumserfolg von Suzie Wong hat Franz-Peter Wirth jetzt die Geschichte des Tanzmädchens Anna Suh nach Hausers Roman "Brackwasser" verfilmt. Die Chinesin, von der bezaubernden Japanerin Akiko mit stillem Charme sehr überzeugend dargestellt, verliebt sich in einen Seemann, der sie auf seine heimatliche Nordseeinsel bringt. Zwischen Rumgrog, Dorftratsch und rauhen Winden gedeiht die "asiatische Blume" so schlecht, daß sie den feindlichen Insulanern den Rücken kehrt, und nach St. Pauli zieht. Da muß der Seemann seiner schlitzäugigen Gemahlin mit wilder Entschlossenheit nachreisen, um ein gekünsteltes, der deutschen Geschmacksrichtung entsprechendes Happy-End zu erzwingen. Akiko ist der Blickfänger, die Sehenswürdigkeit dieses technisch aufwendigen Films. Ihr Partner Helmut Griem ist der erste übersensible, feinnervig intellektuelle Seemann auf deutscher Leinwand. Da ist sein Kumpel Hanns Lothar, zum erstenmal mit echt Hamburger Tonfall, schon aus anderem Holz geschnitzt. Man hat sich bemüht, guten Konsum-Durchschnitt zu liefern.“

In der Zeitschrift Der Spiegel heißt es, „auf der weiten Reise steuert das Drehbuch jedes Klischee der Seemannskolportage an, das am Horizont auftaucht“. Regie und Kamera hielten das Bild „sorgsam rein von jeder Wirklichkeitspartikel, die des Films keimfreie Marine-Romantik stören könnte“. Die Zeit urteilte ähnlich: „Der Film erzählt zum tausendsten Male die Geschichte vom Seemann mit dem Kindergemüt und der Dirne mit dem reinen Herzen […], die jeden Anhauch von Realität [fernhält].“ Gelobt wurde einzig die „trockenkomische Sondershow von Hanns Lothar als in allen Häfen der Welt geneppter Seemann“. Das Lexikon des internationalen Films bezeichnete den Film als „mittelmäßige Filmschnulze“. Eine gute Meinung von dem Werk hat dagegen der Evangelische Film-Beobachter: „Das Verhältnis der beiden [Hauptpersonen] zueinander wird auf eine anerkennenswert feinfühlige Art dargestellt, und es ist auch gut gelungen, die Atmosphäre des Inseldorfes sowie Charakter und Eigenart seiner Bewohner einzufangen.“